# Camp de concentration de Varsovie
Le camp de concentration de Varsovie (Konzentrationslager Warschau, KL Warschau ou encore KZ Warschau, ) était un camp de concentration construit sur les ruines du ghetto de Varsovie, autour de la prison de Gęsiówka. Considéré comme un camp mineur, le camp de Varsovie est absent de la plupart des rapports classiques sur la Shoah. Entre 8 000 et 9 000 prisonniers y auraient été engagés dans des travaux forcés, dont 4 000 à 5 000 seraient morts dans le camp ou pendant la marche de la mort depuis le camp, ou pendant l'insurrection de Varsovie, ou en étant cachés après l'insurrection.
L'historien polonais Bogusław Kopka (pl) estime que les Allemands ont tué lors des exécutions dans les ruines du ghetto de Varsovie (autour du camp de concentration), environ 20 000 personnes, y compris des détenus du camp, des Juifs polonais pris du côté aryen de Varsovie et des prisonniers politiques polonais ,. L'Institut de la mémoire nationale estime à 10 000 le nombre de Polonais assassinés sur le site du camp et exécutés dans son voisinage.
Le camp, peu couvert par l’historiographie traditionnelle est au centre d’une théorie du complot selon laquelle une gigantesque chambre à gaz aurait été construite dans un tunnel près de la station Warszawa Zachodnia et que 200 000 Polonais non juifs y auraient été exterminés.

## Histoire

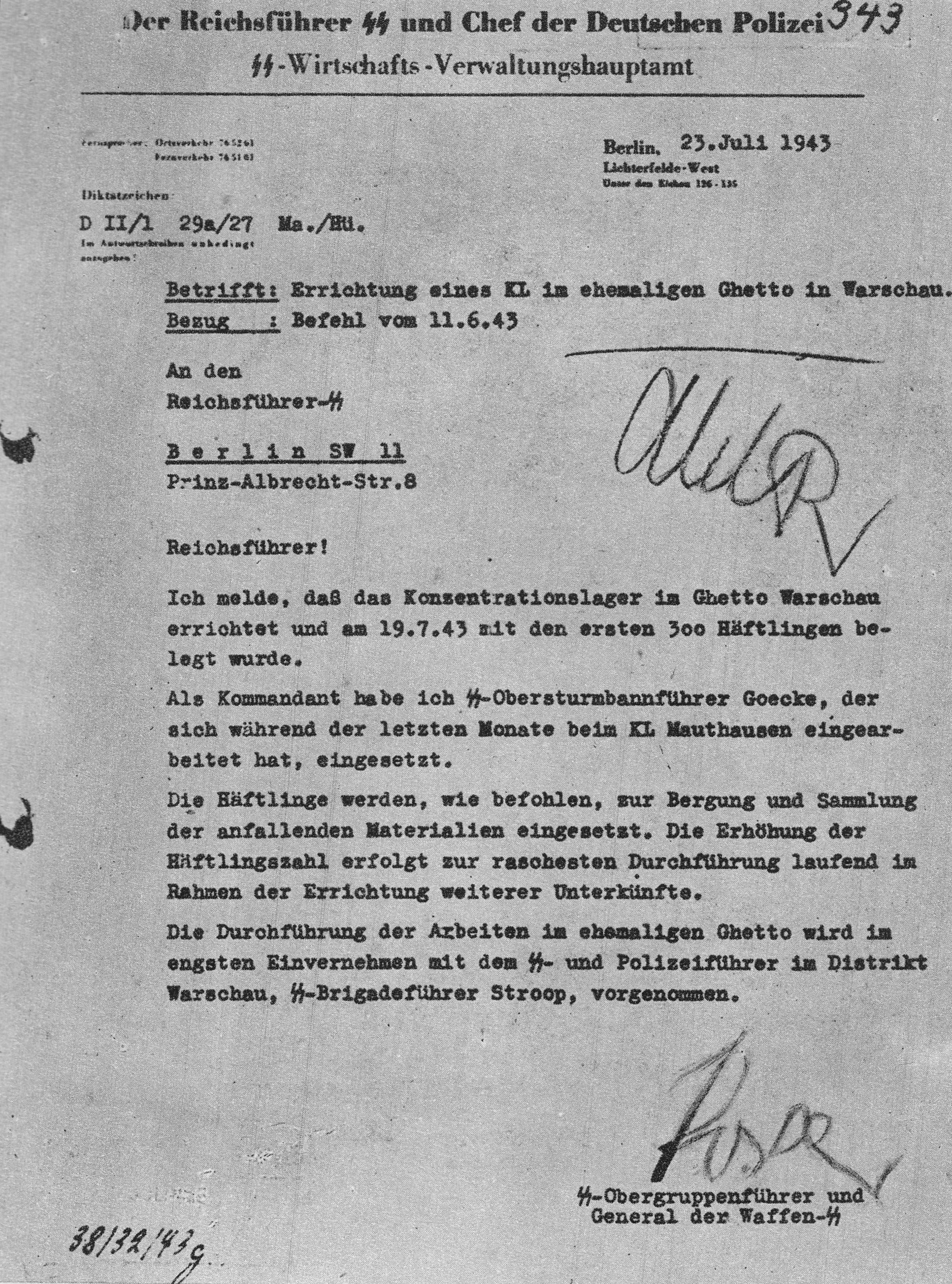
Lettre d'Oswald Pohl à Heinrich Himmler du 23 juillet 1943 guerre mondiale sur la création du KL Warschau, faisant état de l'arrivée des 300 premiers prisonniers

En février 1943, Heinrich Himmler ordonne que les Juifs de la région soient placés dans un camp pour aider à nettoyer le ghetto de Varsovie après sa démolition. Cependant, des combats acharnés lors de l'insurrection du ghetto de Varsovie déjouent ce plan. Après la défaite du soulèvement d'avril 1943, des Juifs survivants sont déportés dans des camps aux alentours de Lublin ou envoyés dans le camp d'extermination de Treblinka ou sont sommairement exécutés. Le camp de Varsovie est créé en juillet 1943, mais les prisonniers juifs ne viennent pas de la ville mais plutôt d’autres camps en Europe . Le camp se trouve dans la prison de la Gestapo de Gęsiówka, qui était le seul bâtiment resté intact dans le ghetto.
En mai 1944, après l'expulsion de prisonniers vers d'autres camps et avec l'approche de l'armée soviétique de Varsovie, le camp devient une dépendance de celui de Majdanek, et est baptisé "camp de concentration de Lublin - camp de travail de Varsovie" (en allemand : Konzentrationslager Lublin–Arbeitslager Warschau). Initialement prévu pour fermer le 1er août 1944, le camp est fermé plus tôt en juillet à la suite de l'approche de l'armée soviétique. En juillet 1944, la plupart des prisonniers, environ 4 500, sont forcés à une marche de la mort vers Kutno (la première marche de la mort nazie organisée durant la guerre). Les déportés parcourent environ 30 kilomètres par jour, laissant de nombreux tués sur la route. De Kutno, ils sont embarqués dans un train (100 hommes dans un wagon couvert, sans rations alimentaires) à destination du camp de concentration de Dachau: environ 4 000 d'entre eux survivent au voyage. Quelque 200 des prisonniers les plus épuisés seront tués avant la marche et 300 prisonniers se sont portés volontaires pour rester démanteler le camp.
Quelque 350 prisonniers juifs sont restés pendant l'insurrection d'août à Varsovie et sont libérés le 4 août 1944 par les forces polonaises,. Ils comprennent des dizaines de Juifs (dont 24 femmes) emprisonnés à Pawiak et transférés au camp le 31 juillet. La grande majorité des prisonniers juifs libérés prennent part à l'insurrection de Varsovie (août-octobre 1944), beaucoup mourant au cours des combats. Ceux qui ont été libérés étaient principalement des Juifs grecs et hongrois, ainsi que des Juifs hollandais et tchécoslovaques, et connaissaient très peu le polonais. Les manifestations d'antisémitisme ont porté atteinte au moral des combattants juifs, plusieurs anciens prisonniers juifs appartenant à des unités de combat ayant été tués par des Polonais antisémites, en particulier par les forces associées aux Forces armées nationales. Après l'échec du soulèvement, les survivants durent fuir ou se cacher dans des bunkers. Quelque 200 juifs (d'anciens prisonniers ainsi que des Juifs qui se sont cachés du côté "aryen" de la ville) survécurent jusqu'à l'arrivée des Soviétiques dans Varsovie, le 17 janvier 1945.
Le livre "The Bunker" de Charles Goldstein, un détenu du camp, raconte sa vie et sa survie dans le camp.

## Démolition et sauvetage
Les prisonniers avaient pour mission de nettoyer 2,6 millions de mètres cubes de gravats afin de transformer l'ancien ghetto en parc et de récupérer des matériaux de construction (principalement de la ferraille et des briques) destinés à l'effort de guerre allemand. Les travaux de démolition et de sauvetage étaient des travaux pénibles et périlleux, effectués à un rythme soutenu, sans tenir compte des pertes en vies humaines des prisonniers. En juin 1944, mille hectares avaient été démolis, avec quelque 8 105 tonnes de métal et 34 millions de briques récupérés.
Quelques milliers de civils polonais, qui étaient payés, travaillaient également aux côtés des prisonniers juifs, ainsi que des dizaines de techniciens allemands. Des entreprises de construction allemandes étaient engagées sous contrat pour réaliser les opérations de sauvetage : Berlinisches Baugeschäft (Berlin), Willy Keymer (Varsovie), Merckle (Ostrów Wielkopolski), Ostdeutscher Tiefbau (Naumburg). La compagnie de chemin de fer Ostbahn les a assistés.

## Les prisonniers

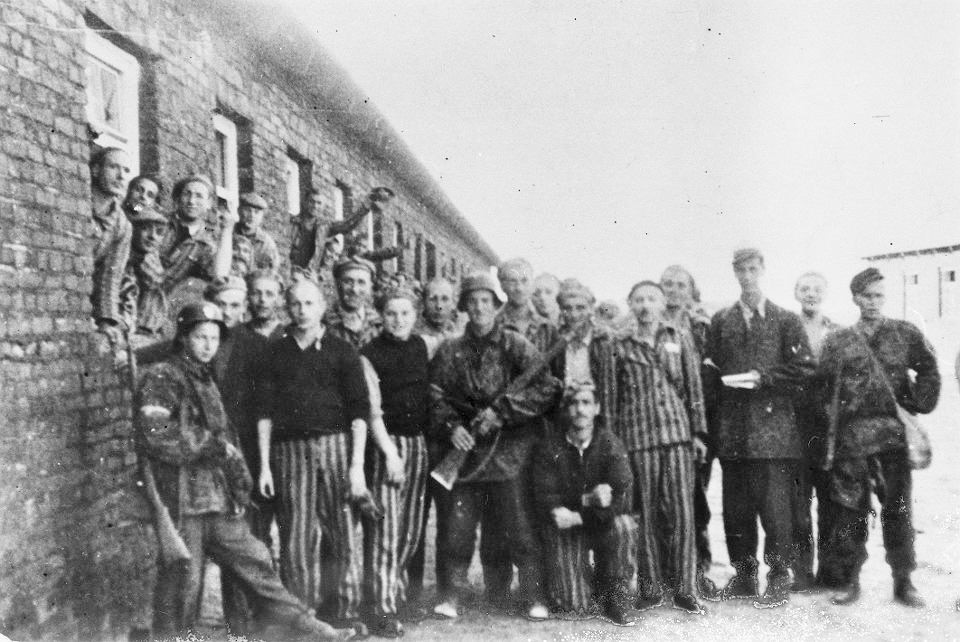
Prisonniers du camp avec des soldats polonais du bataillon Zośka le 5 août 1944

Le premier transport d'environ 300 prisonniers, en juillet 1943, provenait du camp de concentration de Buchenwald. Il s'agissait de prisonniers politiques allemands et de criminels qui seraient chargés de l'administration quotidienne du camp en tant que kapos,. Les kapos, en particulier ceux emprisonnés en tant que criminels, menaçaient les prisonniers juifs et les traitaient avec cruauté en les considérant comme des biens durables.
Les prisonniers étaient principalement des hommes juifs du camp de concentration d'Auschwitz, qui avaient été sélectionnés sur la base d'une condition physique suffisante pour accomplir un travail pénible. Ce n'étaient pas des Polonais. Les Allemands jugeaient que l'ignorance du polonais était essentiel pour empêcher les tentatives d'évasion et limiter les contacts avec les travailleurs polonais également employés, bien qu'en novembre 1943, environ 50 Juifs polonais fussent inclus pour respecter le quota de 1 000 personnes déportés. D'août à novembre 1943, quatre transports de 3 683 Juifs ont été acheminés vers le camp depuis Auschwitz. Beaucoup étaient des Juifs grecs de Salonique,. En mai et juin 1944, entre 4 000 et 5 000 Juifs hongrois furent amenés dans le camp pour reconstituer la main-d'œuvre carcérale qui comptait alors environ 1 000 personnes, qu'Allemands considéraient comme insuffisantes.
Considéré comme un camp mineur, le camp de Varsovie est absent de la plupart des rapports classiques de l'Holocauste. Au cours de son opération, entre 8 000 et 9 000 prisonniers auraient été engagés dans des travaux forcés, dont 4 000 à 5 000 seraient morts dans le camp, ou lors de la marche de la mort depuis le camp, ou en étant cachés après l'insurrection. Les succès remportés étaient rares et ceux qui étaient pris au piège étaient pendus devant la population carcérale rassemblée. Des centaines de personnes sont mortes des suites de l'exécution, de la cruauté et de l'épuisement causé par les travaux. À la suite d'une épidémie de typhus qui a décimé la population carcérale de janvier à février 1944 seul un tiers des détenus a survécu. Il était impossible de survivre avec les maigres rations fournies, et les prisonniers survivaient en ramassant des objets de valeur dans les décombres et en les vendant aux civils polonais qui les côtoyaient. Comme ces découvertes sont devenues rares tard au fur et à mesure des opérations de déblayage, de nombreux prisonniers se sont résolus à extraire et à vendre les plombages d'or de leurs propres dents.

## Personnel allemand
Le camp a été commandé pour la première fois par Wilhelm Göcke jusqu'en septembre 1943, puis par Nikolaus Herbet et enfin Wilhelm Ruppert qui en a commandé l'évacuation en juillet 1944. La force Schutzstaffel (SS) gardant et opérant le camp avait à peu près la taille d’une entreprise. L'unité SS d'origine a été rassemblée dans divers camps, y compris le camp de concentration de Trawniki et le camp de concentration de Sachsenhausen. À la suite du rattachement à Majdanek en mai 1944, elle a été remplacée par du personnel SS de Lublin.
Les membres du personnel SS surveillaient principalement le périmètre du camp et étaient violents envers les Juifs, les considérant comme des ennemis de l'État.
Après la guerre, huit SS du camp ont été exécutés pour leur rôle dans le meurtre de prisonniers, trois ont été condamnés par un tribunal polonais et cinq par un tribunal allemand. Walter Wawrzyniak, qui avait été condamné à mort en 1950 par un tribunal est-allemand, a vu sa peine réduite en appel pour une peine à perpétuité. En juillet 2000, Theodor Szehinskyj, qui a immigré aux États-Unis, a été déchu de sa citoyenneté américaine. Un tribunal américain a alors conclu qu'il avait menti dans sa demande de visa initiale quant à son passé SS.

## Exécutions dans les ruines du ghetto

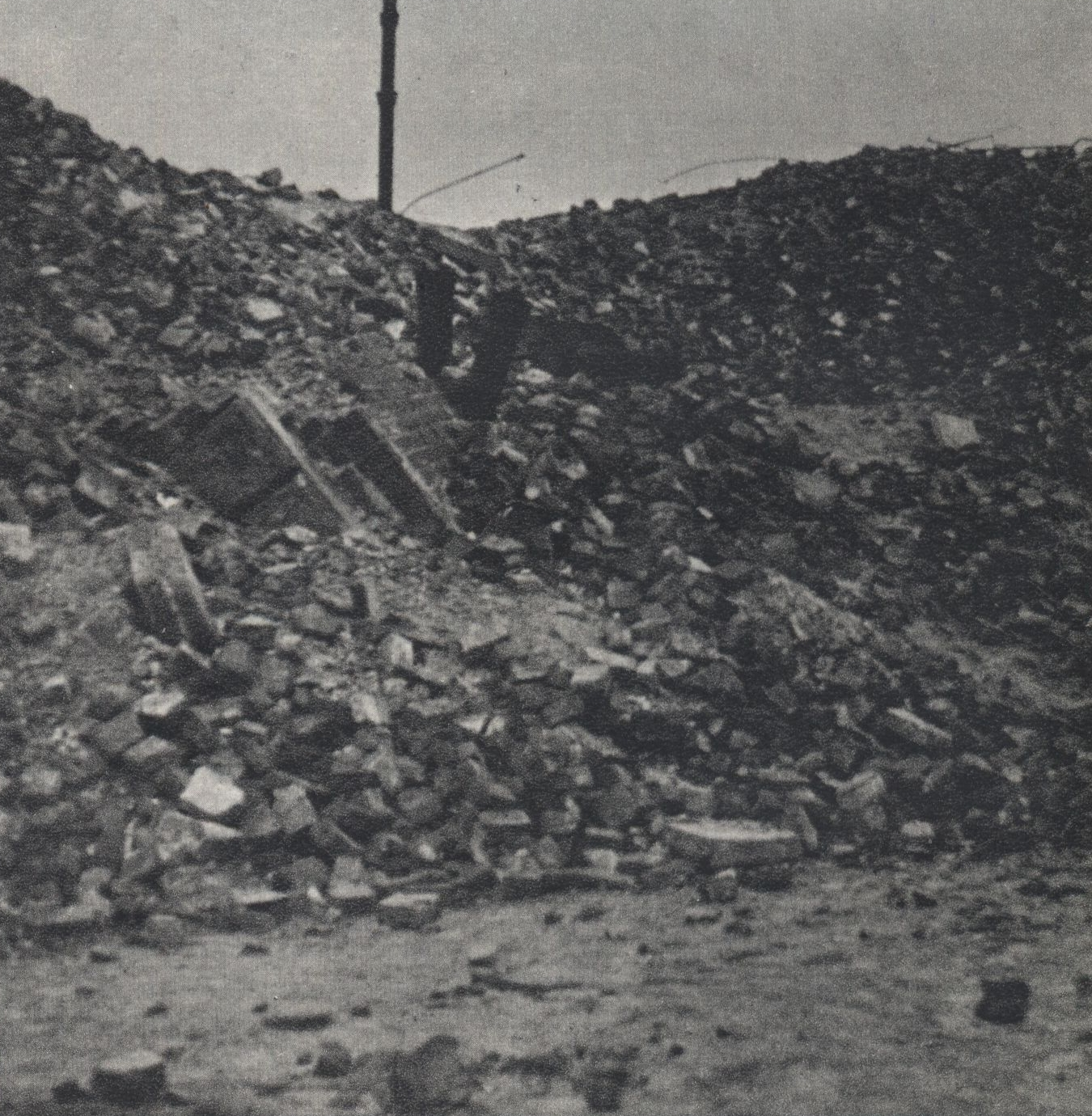
Ruines de l'immeuble situé au 27 rue Dzielna, dans l'ancien ghetto de Varsovie, près de la prison de Pawiak, ce site a été utilisé comme lieu d'exécution en 1943-1944.

Détenus du camp, Juifs polonais cachés du "côté aryen" de Varsovie et prisonniers politiques polonais étaient exécutés dans les ruines de l'ancien ghetto (qui entourait le camp) en 1943-1944. Il est impossible de déterminer le nombre exact de victimes d'exécutions dans les ruines, mais l'historien Bogusław Kopka (pl) estime qu'environ 20 000 personnes ont été exécutées au cours de cette période. Parmi ceux-ci figuraient des détenus du camp, des Juifs polonais capturés cachés du «côté aryen» de Varsovie et des Polonais,. Les ruines du ghetto ont supplanté les sites d'exécution précédents qui se trouvaient dans la campagne autour de Varsovie, tels que la forêt de Kampinos (site du massacre de Palmiry). Les exécutions à la campagne nécessitaient des moyens de transport et une garde importante, alors que les ruines du ghetto étaient beaucoup plus accessibles aux forces allemandes à Varsovie.  

## Théorie du complot

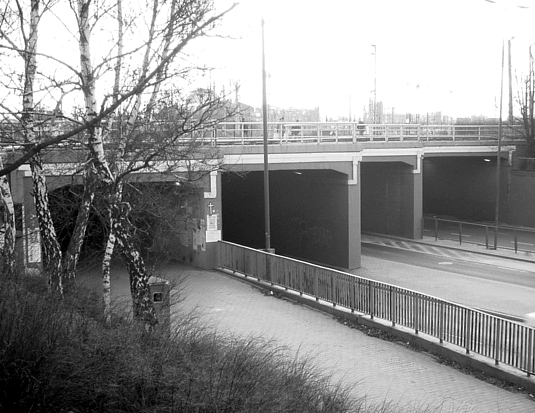
Tunnels à la station Warszawa Zachodnia.
Selon des partisans du « Polocauste », le deuxième tunnel à partir de la gauche est supposé être le site d'une gigantesque chambre à gaz utilisée pour exterminer des Polonais non juifs.

En dépit des recherches fondamentales disponibles sur le camp, une légende ou théorie du complot s'est développée en Pologne autour du camp. La juge et auteure Maria Trzcińska a présenté cette idée pour la première fois dans les années 1970. Elle est encouragée par les nationalistes polonais qui adhèrent à la notion de « polocauste », affirmant que le camp était beaucoup plus vaste et fonctionnait comme un camp d'extermination pour la population non juive de Varsovie. une gigantesque chambre à gaz supposément construite dans le tunnel de la rue Józef Bem (près de la station Warszawa Zachodnia ) tuant 200 000 Polonais principalement non juifs. Les partisans du « Polocauste » ressentent l’attention de l’Holocauste, qui est selon eux exagérée par les Juifs. Ce récit révisionniste, qui s'inscrit dans un contexte plus large de tensions mémorielles en Pologne, vise à créer un fausse symétrie entre les destins polonais et juifs pendant la Shoah, et restaurer une primauté polonaise dans le martyre.
Selon Beata Chomątowska, [Qui ?], la dynamique de la théorie du complot, qui a été démystifiée dans la littérature scientifique, est similaire aux théories du complot entourant la catastrophe aérienne de Smolensk. Le quotidien nationaliste Nasz Dziennik a défendu cette théorie et fait du camp un symbole du martyre polonais plaidant en faveur de l'introduction de matériel pédagogique dans les programmes scolaires et de la construction d'un musée. Contrairement aux sujets tels qu'Auschwitz, qui est largement couvert par la littérature historique, le camp de concentration de Varsovie est presque absent de l'historiographie traditionnelle, ce qui a permis à Nasz Dziennik d'inaugurer « un nouveau continent ».